# Me casé con un boludo
Me casé con un boludo es una película de comedia argentina de 2016, escrita por Pablo Solarz y dirigida por Juan Taratuto. La película está protagonizada por Valeria Bertuccelli y Adrián Suar, quienes ya habían trabajado con un guion de Solarz y dirigidos por Taratuto en Un novio para mi mujer. La película fue editada en DVD por SBP el 18 de enero de 2017.
La cinta fue un éxito en Argentina logrando varios récords de audiencia (estreno con más salas en la historia del cine nacional, 3° con el mejor estreno en un día, 3° con el mejor estreno en su primer fin de semana, y quedó 2° entre las películas nacionales que más rápido pasaron la marca del millón de espectadores).

## Argumento
Florencia Córmik (Valeria Bertuccelli) es una actriz en ascenso que ahora empieza su carrera en el cine, obteniendo el papel protagónico de una película al ser emparejada con Fabián Brando (Adrián Suar), quien se ha consolidado como un famoso actor. En el rodaje, inician un romance que termina en casamiento, pero con el paso del tiempo, ella se da cuenta de que se ha enamorado del personaje y no de la persona real.

## Reparto
- Valeria Bertuccelli como Florencia Córmik.
- Adrián Suar como Fabián Brando.
- Norman Briski como Groisman.
- Gerardo Romano como Leika.
- María Alché como 	Pichu.
- Marina Bellati como Cecilia.
- Alan Sabbagh como Gonzalo.
- Marcelo Subiotto como Moreno.

Participación especial como ellos mismos: Vicentico, Lali Espósito, Gimena Accardi, Sebastián Presta, Griselda Siciliani, Mariana Fabbiani, Nicolás Vázquez, Gonzalo Heredia, Luciano Castro, Victoria Xipolitakis, Lizy Tagliani, Noelia Pompa, Marcelo Polino, Ángel de Brito, Marcela Coronel y Julieta Díaz.

## Recepción

### Crítica
Me casé con un boludo obtuvo un 84% de aprobación en el sitio Todas Las Críticas, basado en 34 críticas profesionales que promedian 64/100, lo cual indica un consenso positivo en general. Pablo O. Scholz, del diario Clarín, comentó que la película era una "comedia romántica con más amor que carcajadas", en la que los protagonistas estaban "en su salsa". Diego Batlle, de La Nación, escribió que "el resultado es desparejo, no siempre convincente, pero con un profesionalismo técnico, narrativo y actoral, y ciertos momentos de humor absurdo y hasta de lograda sensibilidad y emoción que finalmente terminan rescatándola de sus sucesivas recaídas". Por su parte, en Página 12 Juan Pablo Cinel cuestionó un aspecto del film diciendo: "La película abandona el cine para ponerse a dialogar con la industria del chimento, (...) y lo hace sin necesidad, como si desconfiara de sus propios méritos. Porque más allá de estos dos momentos y de su título, (...) representa un aporte válido al amplio abanico del cine argentino".

### Comercial
La película fue un éxito comercial y logró el récord histórico nacional de estreno con más pantallas, totalizando 377 copias en todo el país.
Se convirtió además en el tercer mejor estreno en la historia del cine nacional al lograr 53.409 espectadores (un día), solo siendo superada por Metegol y El clan con 113.271 y 72.586 espectadores respectivamente. Entre otras de las cuestiones a destacar, la película de Taratuto quedó cuarta en el ranking histórico moderno (de 1997 en adelante) del mejor fin de semana de estreno con 504.719 localidades vendidas y quedó segunda en cuanto a las películas argentinas que más rápido cruzaron la marca del millón de espectadores, al tardar solo once días (comparte la segunda posición con otras dos películas más).
También tuvo éxito en Uruguay, donde se estrenó el mismo día, y en ambos países es la película más vista en el año hasta el momento, con más de 1.950.000 y 125.000 espectadores respectivamente.

### Home Video
La película fue editada y distribuida en DVD por SBP Worldwide el 18 de enero de 2017. El DVD contiene audio español 5.1 con subtítulos en español e inglés. Como contenido extra contiene Making of, Cine en el cine, Estreno en el Gumont, Periodistas y Constitución.